# Pál Lakatos
Pál Lakatos (* 7. Juni 1968 in Vásárosnamény) ist ein ehemaliger ungarischer Boxer im Halbfliegengewicht.

## Karriere
Der 1,62 m große Linksausleger gewann die Silbermedaille bei den Europameisterschaften 1993 in Bursa, sowie jeweils eine Bronzemedaille bei den Europameisterschaften 1991 in Göteborg, den Europameisterschaften 1998 in Minsk und den Europameisterschaften 2000 in Tampere.
Bei Weltmeisterschaften erreichte er 1991 in Sydney, 1993 in Tampere und 1999 in Houston das Viertelfinale, 1997 in Budapest das Achtelfinale und 1995 in Berlin die Vorrunde.
Zudem gewann er Medaillen bei international besetzten Turnieren unter anderem in Griechenland, Deutschland, England, Finnland, Tschechien und Ungarn. Bei den Olympischen Spielen 1992 erreichte er den 5. Platz und bei den Olympischen Spielen 2000 den 9. Platz.
von 2001 bis 2004 bestritt er 18 Profikämpfe in Polen, Spanien, Frankreich, Ungarn, Deutschland, Slowakei und Italien.